# Fondazione Luzzati - Teatro della Tosse
La Fondazione Luzzati - Teatro della Tosse è una Onlus italiana con sede a Genova. La fondazione gestisce il Teatro Sant'Agostino con le sue tre sale e, dal 2019, il Teatro del Ponente e il Teatro Duchessa di Galliera.
Col nome Teatro della Tosse viene talora erroneamente identificato, per antonomasia, il teatro dove la compagnia ha storicamente prodotto i propri spettacoli, ovvero il Teatro Sant'Agostino. 

## Storia

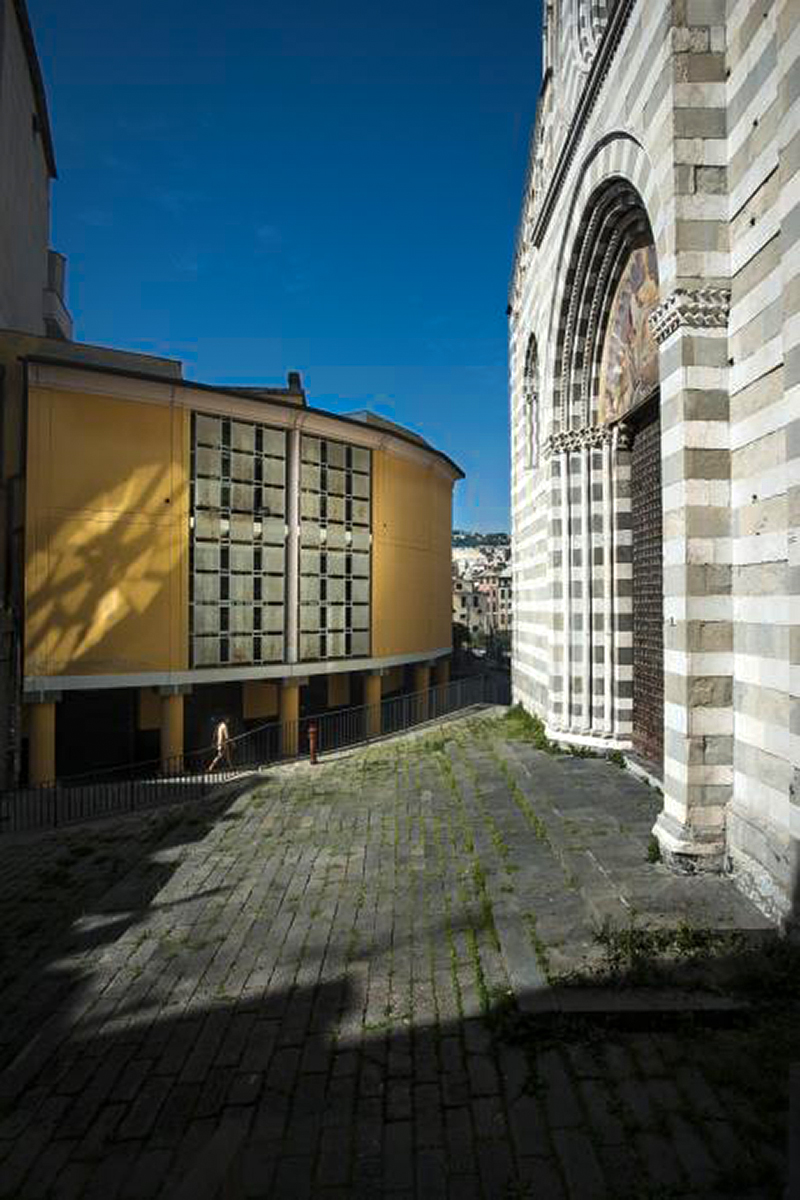
Il Teatro di Sant'Agostino (piazza Renato Negri 6), la struttura che ospita gli spettacoli della Tosse, con le sale Aldo Trionfo e Dino Campana, accanto alla Chiesa di Sant'Agostino e alla sede dell'Onlus (piazza Renato Negri 4)

La compagnia teatrale della Tosse nacque nel 1975 da un'idea di Tonino Conte e Emanuele Luzzati, insieme a Pepi Morgia, Aldo Trionfo, Pietro Boragina, Rita Cirio Giannino Galloni e Giorgio Ansaldo, che vollero cimentarsi nella creazione di una compagnia che firmasse spettacoli in una fusione tra divertimento e arricchimento cultural. Il primo spettacolo prodotto fu l'Ubu re di Alfred Jarry. La compagnia prese il nome dalla prima sede in cui operava, una piccola sala in Salita della Tosse, una breve creuza che collega via San Vincenzo a via Claudio Carcassi, nel quartiere di San Vincenzo.
Costituitasi in forma di cooperativa, in seguito si trasferì in via Canevari presso il Teatro Alcione. Compagnie di danza come i Momix, Carolyn Carlson, Lindsay Kemp, la compagnia di danza buto Ariadone e tanti altri artisti vennero proposti fino al 1986, anno in cui il Teatro Alcione fu chiuso al termine di «una vicenda molto triste», come ebbe a definirla Luzzati.
Nel febbraio 1987, grazie al contributo del Comune di Genova, la compagnia si trasferì al teatro di Sant'Agostino, in piazza Renato Negri, edificio risalente al 1702. L'ingresso della compagnia portò al recupero del vecchio complesso teatrale. Con il tempo, il complesso architettonico del teatro venne diviso in tre differenti spazi teatrali: la sala Aldo Trionfo, di 500 posti; la Dino Campana, di 237; l'Agorà, di 180 posti; facendone il primo complesso teatrale multisala in Italia.
Nel 1995 la compagnia venne riconosciuta come teatro stabile privato, vincendo l'anno successivo un Premio Speciale Ubu «per la continuitá e la coerenza di una ricerca».
Tra le compagnie internazionali che si sono alternate sul palcoscenico del Sant'Agostino: Marcel Marceau, Victoria Chaplin e Jean-Baptiste Thierrée, Peter Brook, Jan Fabre, Steven Berkoff, Lindsay Kemp, Pilobolus, Momix, Mummenschanz, Jango Edwards, Louis Falco, Les Quatuor, Maguy Marin, Eimuntas Nekrošius, Philippe Genty, Mark Ravenhill e Bette Bourne, New Riga theatre, Thomas Ostermeier.
Fra i veterani della compagnia gli attori Veronica Rocca, Enrico Campanati, Bruno Cereseto, Pietro Fabbri, Alessandro Bergallo. Nelle ultime stagioni, il regista della compagnia, Emanuele Conte, si è avvalso frequentemente di Gianmaria Martini.

### La Fondazione Luzzati - Teatro della Tosse

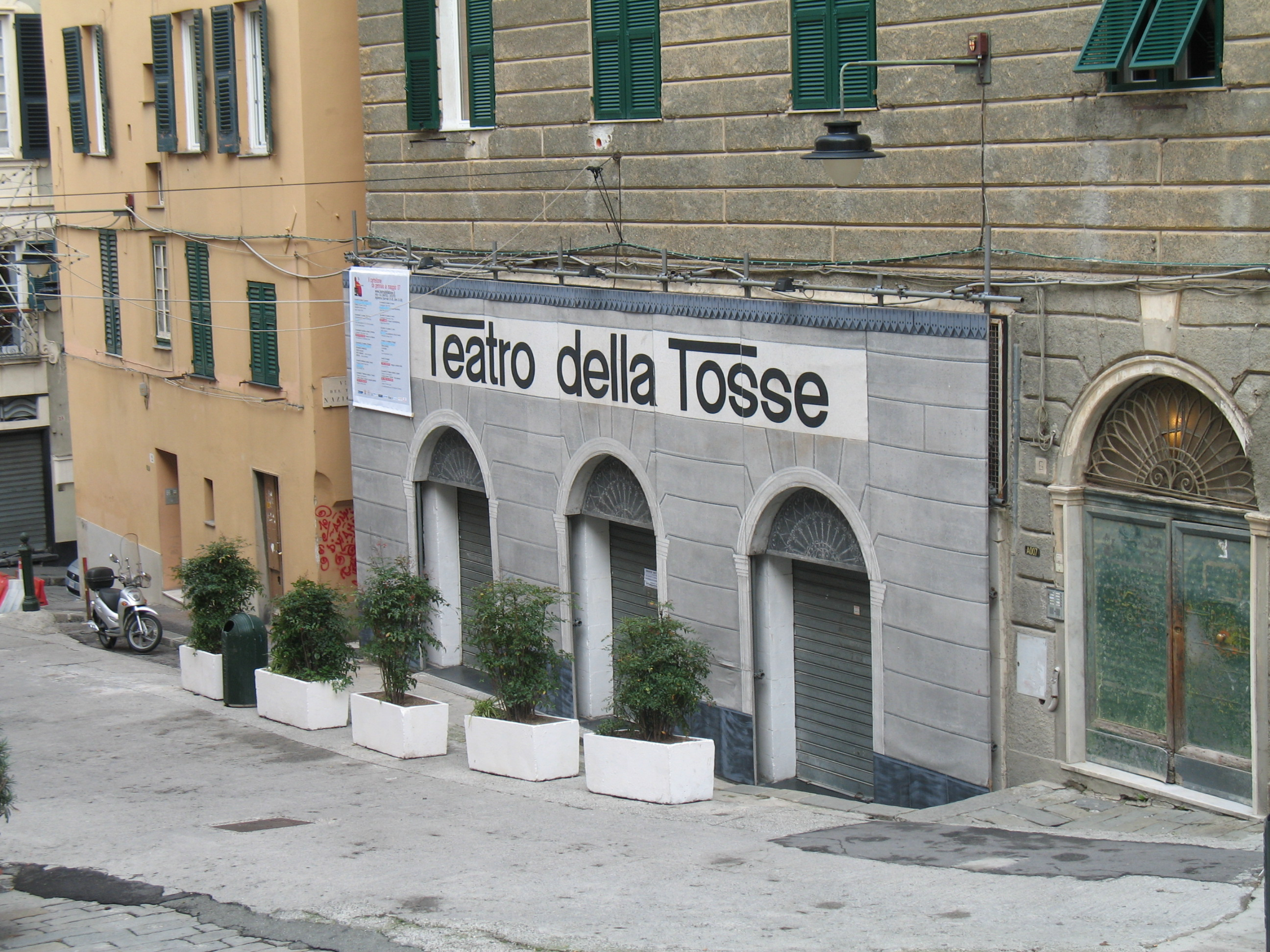
La sede deli uffici della fondazione

Nel 2005, in occasione del trentesimo anno di attività, la compagnia diventa una ONLUS, denominata "Fondazione Luzzati - Teatro della Tosse", riconosciuta dal Ministero della Cultura e presieduta dal 2007 da Emanuele Conte, regista della compagnia e direttore del teatro.
In seguito alla morte di Emanuele Luzzati, dalla stagione 2007–08 l'attività della fondazione si è caratterizza per una direzione artistica condivisa tra Tonino Conte e altri esponenti del mondo teatrale italiano secondo un progetto triennale: nel 2007 Massimiliano Civica dà vita al progetto triennale Facciamo insieme teatro, rifacendosi, nel titolo, al libro firmato Conte e Luzzati (Einaudi, 1977), che aveva simbolicamente dato il via all'avventura della Tosse. Il progetto coinvolge - tra gli altri - il regista Valerio Binasco.
Dalla stagione 2010-11 Emanuele Conte è il direttore artistico con la consulenza del regista Fabrizio Arcuri: insieme firmano il progetto triennale Appunti sul futuro. Dalla stagione 2012-13 il teatro vara una doppia stagione lunga otto mesi, con venti titoli divisi tra In trionfo e Cantiere Campana (dai nomi delle sale in cui hanno luogo).
Dalla stagione 2013-14 il teatro allarga la programmazione alla musica contemporanea con la rassegna Le strade del suono, curata dallo Eutopia Ensemble.
Dal gennaio 2015 direttore della fondazione è Amedeo Romeo, mentre Emanuele Conte assume il ruolo di presidente, continuando la propria attività registica. Nell'ambito della riforma del settore che ha previsto la nascita dei teatri nazionali e dei "teatri di Rilevante Interesse Culturale" (TRIC), nel 2015 la fondazione è riconosciuta dal MiBAC in questa seconda categoria.
L'Onlus gestisce dal 2019 anche le sale del Teatro del Ponente e del Teatro Villa Galliera. Pertanto la fondazione gestisce il cartellone e la produzione dei seguenti teatri:
- Teatro di Sant'Agostino (con le sale "Aldo Trionfo", "Dino Campana" e "La Claque")
- Teatro del Ponente
- Teatro Villa Duchessa di Galliera